# Rene Rietmeyer
Rene Rietmeyer ('s-Hertogenbosch, 1957) is een Nederlandse kunstenaar en de initiator van het internationale kunst project Personal Structures.
Rietmeyer studeerde van 1979 tot 1984 psychologie in Innsbruck, Oostenrijk. In 1986 richtte hij een kunstacademie op in Griekenland waar hij tot 1994 directeur van was. Na een periode waarin hij vooral figuratieve schilderijen maakte, ontwikkelde Rietmeyer zich steeds verder. Vanaf 1997 maakt hij installaties die hij "Boxes" noemt. Deze "Boxes" zijn over het algemeen driedimensionale, veelal beschilderde objecten.
Sinds 1996 stelt Rietmeyer zijn werk tentoon in verschillende musea en galerieën in Europa, Japan en de Verenigde Staten.
Rietmeyers "Boxes" vinden hun oorsprong in het Minimalisme. In tegenstelling tot deze kunstbeweging, brengt Rietmeyer zijn persoonlijke ervaringen tot uitdrukking. Tijd, ruimte en bestaan zijn belangrijke thema's in zijn werk. In 2003 initieerde Rietmeyer het kunstplatform Personal Structures, met als doel deze thema's aan te snijden.